# Río Rigard
El río Rigard (o Rigart) es un curso de agua del noreste de la península ibérica, afluente del Freser. Discurre por la provincia española de Gerona.

## Descripción
Discurre por la provincia de Gerona. El curso del río, que tiene su origen en los alrededores de Coll de Toses, deja a su izquierda las localidades de Tosas, Fornells de la Muntanya y Planolas, antes de terminar desembocando en el río Freser en la localidad de Ribas de Freser. Aparece descrito en el decimotercer volumen del Diccionario geográfico-estadístico-histórico de España y sus posesiones de Ultramar de Pascual Madoz de la siguiente manera:

RIGART: r. en la prov. de Gerona, part. jud. de Ribas: tiene su orígen en el monte nombrado Coll de Tossas, próximo á los confines de la Cerdaña; en su direccion de O. á E. baña los térm. de los pueblos de Tossas, Fornells y Planolas que se hallan á su márg. izq., y el de Navá á su der., y desagua en el r. Fraser, contiguo á la v. de Ribas donde le cruza un puente.
(Madoz, 1849, p. 474)

Pertenece a la cuenca hidrográfica del Ter y sus aguas acaban vertidas en el mar Mediterráneo. 